# (35238) 1995 QR1
(35238) 1995 QR1 est un astéroïde de la ceinture principale d'astéroïdes découvert en 1995.

## Description
(35238) 1995 QR1 a été découvert le 20 août 1995 à la station de Xinglong, dans la province chinoise d'Hebei (Chine), par le Beijing Schmidt CCD Asteroid Program.

### Caractéristiques orbitales
L'orbite de cet astéroïde est caractérisée par un demi-grand axe de 2,66 ua, un périhélie de 2,46 ua, une excentricité de 0,07 et une inclinaison de 2,47° par rapport à l'écliptique. Du fait de ces caractéristiques, à savoir un demi-grand axe compris entre 2 et 3,2 ua et un périhélie supérieur à 1,666 ua, il est classé, selon la JPL Small-Body Database, comme objet de la ceinture principale d'astéroïdes.

### Caractéristiques physiques
(35238) 1995 QR1 a une magnitude absolue (H) de 15,4 et un albédo estimé à 0,177.